# ASE Technology Holding
 (décembre 2023).
La mise en forme du texte ne suit pas les recommandations de Wikipédia : il faut le « wikifier ».
Les points d'amélioration suivants sont les cas les plus fréquents :
- Les titres sont pré-formatés par le logiciel. Ils ne sont ni en capitales, ni en gras.
- Le texte ne doit pas être écrit en capitales (les noms de famille non plus), ni en gras, ni en italique, ni en « petit »…
- Le gras n'est utilisé que pour surligner le titre de l'article dans l'introduction, une seule fois.
- L'italique est rarement utilisé : mots en langue étrangère, titres d'œuvres, noms de bateaux, etc.
- Les citations ne sont pas en italique mais en corps de texte normal. Elles sont entourées par des guillemets français : « et ».
- Les listes à puces sont à éviter, des paragraphes rédigés étant largement préférés. Les tableaux sont à réserver à la présentation de données structurées (résultats, etc.).
- Les appels de note de bas de page (petits chiffres en exposant, introduits par l'outil «  Source ») sont à placer entre la fin de phrase et le point final[comme ça].
- Les liens internes (vers d'autres articles de Wikipédia) sont à choisir avec parcimonie. Créez des liens vers des articles approfondissant le sujet. Les termes génériques sans rapport avec le sujet sont à éviter, ainsi que les répétitions de liens vers un même terme.
- Les liens externes sont à placer uniquement dans une section « Liens externes », à la fin de l'article. Ces liens sont à choisir avec parcimonie suivant les règles définies. Si un lien sert de source à l'article, son insertion dans le texte est à faire par les notes de bas de page.
- La présentation des références doit suivre les conventions bibliographiques. Il est recommandé d'utiliser les modèles {{Ouvrage}}, {{Chapitre}}, {{Article}}, {{Lien web}} et/ou {{Bibliographie}}. Le mode d'édition visuel peut mettre en forme automatiquement les références.
- Insérer une infobox (cadre d'informations à droite) n'est pas obligatoire pour parachever la mise en page.

Pour une aide détaillée, merci de consulter Aide:Wikification.
Si vous pensez que ces points ont été résolus, vous pouvez retirer ce bandeau et améliorer la mise en forme d'un autre article.
 (décembre 2023).
ASE Technology Holding Co., Ltd, également connu sous le nom ASE Holding, est un fournisseur de services indépendants d'assemblage et de fabrication de test de semi-conducteur, ayant son siège à Kaohsiung, Taïwan.

## Aperçu
L'entreprise a été fondée en 1984 par les frères Jason Chang et Richard Chang, qui ont ouvert leur première usine à Kaohsiung, Taïwan. Jason Chang est actuellement président de l'entreprise et figure sur la liste Forbes 2016 des milliardaires mondiaux.
En date du 1er avril 2016, la capitalisation boursière de l'entreprise était de 8,77 milliards de dollars américains.
En mai 2015, le groupe ASE a conclu un accord avec TDK pour établir une coentreprise à Kaohsiung, Taïwan, nommée ASE Embedded Electronics Inc. L'entreprise fabrique des substrats intégrés de CI utilisant la technologie SESUB de TDK.
Le 26 mai 2016, ASE et Siliconware Precision Industries (SPIL) ont annoncé avoir signé un accord pour former une nouvelle société holding, dans le cadre de la consolidation de l'industrie mondiale des semi-conducteurs. Les deux entreprises ont déclaré que chacune conserverait ses entités juridiques, sa direction et son personnel, en plus des opérations et modèles d'exploitation indépendants actuels,.
En 2020, la holding a racheté, à travers sa filiale USI, l'entreprise française AsteelFlash dans l'optique de rapprocher une partie de sa production de ses consommateurs européens.

## Implantations
Les principales opérations de l'entreprise se situent à Kaohsiung, Taïwan, avec d'autres usines situées en Chine, en Corée du Sud, au Japon, et en Malaisie. Elle dispose également de bureaux et de centres de service en Chine, en Corée du Sud, au Japon, au Mexique, aux États-Unis et plus récemment en Europe et en Tunisie.